# Corvin János
Corvin vagy Korvin János (Buda, 1473. április 2. – Krapina, 1504. október 12.) magyar trónkövetelő, bosnyák király, horvát-szlavón bán, I. Mátyás magyar király Edelpeck Borbála nevű ágyasától született törvényesített fia.

## Élete
Hunyadi Mátyás király házasságon kívül született, de törvényesített fia, Hunyadi János unokája. Édesanyja Edelpeck Borbála boroszlói osztrák polgárlány volt.
A Corvinus (hollós) vezetékneve utalás a Hunyadiak hollós címerére és magának Mátyásnak a melléknevére. Keresztnevét nagyapja, Hunyadi János emlékére kapta.
Miután Mátyás király második házassága, az Aragóniai Beatrixszal kötött is gyermektelen maradt, fiául fogadta, és 1479-ben a hunyadi grófi és liptai hercegi rangra emelte, adománylevélben így említvén őt: méltóságos János, liptai herceg és hunyadi gróf, a mi egyetlen szülöttünk. Mátyásnak az egyetlen törvényes gyermeke, Corvin János bátyja, egy fiú az első feleségétől, Podjebrád Katalintól született 1464 februárjában, de röviddel a születése után meghalt az édesanyjával együtt.
1487. november 25-én vasárnap per procuram (képviselők útján) Milánóban a hercegi palotában házasságot kötött Sforza Bianka Mária milánói hercegnővel.
A tényleges házasságból azonban végül semmi sem lett, miután 1490-ben I. Mátyás meghalt, Corvin Jánost nem választották meg magyar királynak, így már nem tűnt előnyösnek a milánói udvar számára ez a frigy, ezért VI. Sándor pápa a házasságot 1493. november 11-én érvénytelenítette.
1495–1499 között a bosnyák király, szlavón herceg, bán címet viselte. 1501-ben sikerült felmentenie a törökök által ostromlott Jajcát.
1491 után Corvin János újíttatta fel, és az állandó török veszély miatt erődtemplommá alakíttatta a lepoglavai pálos kolostort, ott is választott magának sírhelyet. Fia, Kristóf az utolsó Hunyadi leszármazott is ott nyugszik.
Corvin János második, tényleges felesége Frangepán Beatrix volt, 1496. március 10-e körül Modrusban házasodtak össze. Házasságukból három gyermek született, egy leány, Erzsébet 1496-ban és két fiú, Kristóf 1499-ben és egy a csak a budai káptalan 1505. január 12-ei jelentésében feltüntetett, és máig a feledés homályába vesző utószülött Mátyás, aki 1504-ben, apja halála után jött a világra, de még csecsemőkorában, bátyja előtt meghalt 1505-ben. Neumann Tibor feltételezi, hogy erről a fiúról azért nem emlékezett meg 1504. szeptember 11-én Corvin János herceg, mikor egy intézkedése során megnevezi gyermekeit, Kristófot és Erzsébetet, mert még nem született meg. Az 1505-ös oklevél a "vitézlő Kristófnak és Mátyásnak, a méltóságos Corvin János herceg úr fiainak a nevében" intézkedett egy Angelo Kanczlir nevű budai polgárnak, Bakócz Tamás esztergomi érsek sógorának a kérésére, aki Mezőberényt szerette volna az elhunyt Corvin János adóssága fejében saját maga számára beiktattatni. Ezen oklevél kiállítása (1505. január 12.) után nem sokkal, de még bátyja, Kristóf halála (1505. március 17.) előtt halhatott meg Corvin János ifjabb fia.

## Gyermekei
- Első feleségétől, Sforza Bianka Mária (1472–1510) milánói hercegnőtől, akivel távollétében (per procuram) kötött (névleges) házasságot 1487-ben – házasságukat a pápa 1493-ban felbontotta – nem születtek gyermekek.
- Második (tényleges) feleségétől, Frangepán Beatrix (1480–1510) vegliai grófnőtől három gyermek született
  - Erzsébet (1496–1508) hercegnő, első jegyese Szapolyai György (1488 körül–1526), második jegyese Pálóczi Mihály (–1517), Pálóczi Máté nádor dédunokája.
  - Kristóf (1499–1505) herceg, a Hunyadi-ház utolsó férfi leszármazottja.
  - Mátyás (1504–1505), utószülött, apja halála után jött a világra, de még csecsemőkorában, bátyja előtt meghalt.[7]